# Valbirse
Valbirse is een gemeente in het district Jura bernois dat deel uitmaakt van het Kanton Bern. Valbirse heeft 3962 inwoners in 2014.

## Geschiedenis
Valbirse is een fusiegemeente ontstaan op 1 januari 2015 uit de gemeenten Bevilard, Malleray en Pontenet. De gemeenten Champoz, Court en Sorvilier wilden mee fuseren maar zijn uiteindelijk toch zelfstandig gebleven.

## Geografie
Valbirse heeft een oppervlakte van 18.72 km² en grenst aan te buurgemeenten Champoz, Loveresse, Péry-La Heutte, Petit-Val, Reconvilier en Sorvilier.

## Politiek
De burgemeester van Valbirse is Paolo Annoni. In de gemeenteraad van Valbirse is de Zwitserse Volkspartij de grootste met 38.8% van de zetels, daarna de Sociaaldemocratische Partij van Zwitserland met 26.7% van de zetels, de Vrijzinnig Democratische Partij.De Liberalen met 9.4% van de zetels, de Federaal-Democratische Unie met 6.2% van de zetels, de Evangelische Volkspartij met 4.3% van de zetels, de 
Burgerlijk-Democratische Partij met 3.7% van de zetels, de Groene Partij van Zwitserland met 3.1% van de zetels, de Christendemocratische Volkspartij met 2.8% van de zetels, de Grünliberale Partei met  2.3% van de zetels en de Zwitserse Partij van de Arbeid met 1.6% van de zetels.